# Сенькинская (Белослудское сельское поселение)
Сенькинская — деревня в Красноборском районе Архангельской области. Входит в состав Белослудского сельского поселения.

## География
Находится в юго-восточной части Архангельской области на расстоянии приблизительно 4 км на запад-северо-запад по прямой от административного центра поселения деревни Большая Слудка у речки Ергус.

## История
В 1859 году здесь (деревня Сольвычегодского уезда Вологодской губернии) было учтено 4 двора.

## Население
Численность населения: 11 человека (1859 год), 17 (русские 100 %) в 2002 году, 2 в 2010.